# Wapen van Raamsdonk

Het wapen van Raamsdonk was ongeveer 180 jaar in gebruik door de voormalige Noord-Brabantse gemeente Raamsdonk. Het gebruik duurde van 16 juli 1817 tot 1997, dat jaar ging de gemeente op in de gemeente Geertruidenberg.

## Geschiedenis
Het wapen is in vergelijkbare vorm sinds de 14e eeuw al in gebruik. Jan van Raemsdonc voerde al een dergelijk wapen. Waarom Van Raemsdonc voor dit symbool, een zwart schild met daarop twee zilveren handschoenen, gekozen heeft is onbekend. 
In de 17e eeuw, en daaropvolgende tijd, werd het wapen ook als heerlijkheidswapen gevoerd. In 1751 is er een zegel gebruikt waarop het wapen gekroond werd door een vijfbladige kroon.

## Blazoen
De beschrijving van het wapen van de voormalige gemeente Raamsdonk luidt als volgt:
In zwart twee paalsgewijs geplaatste handschoenen van zilver. Het schild gedekt door een gouden kroon van 15 paarlen.